# Baby Boss 2 - Affari di famiglia
Baby Boss 2 - Affari di famiglia (The Boss Baby: Family Business) è un film d'animazione del 2021 diretto da Tom McGrath. La pellicola è il seguito di Baby Boss (2017).

## Trama
Trent'anni dopo la nascita di Ted Templeton Jr., suo fratello Tim vive con sua moglie Carol e le loro due figlie, Tabitha di 8 anni e la neonata Tina. Il fratello "boss" Ted Jr. è ora un CEO di successo e non ha tempo da trascorrere con la famiglia del fratello, ma invia loro regali sontuosi. Tabitha ha una tabella di marcia molto intensa a scuola (ad esempio ogni sera ripassa la tavola periodica e conosce il greco antico e la struttura di un motore) e Tim, che vorrebbe sfruttare la propria immaginazione per giocare con lei, e alla quale ha anche raccontato la propria avventura del film precedente (che Tabitha pensa essere una fantasia), si chiede se la figlia non stia perdendo la propria infanzia. Una notte, mentre ci riflette su, sente qualcosa dalla stanza di Tina: la neonata è un Boss Baby, proprio come Ted una volta, e ha il compito di portare Ted lì per una missione speciale. Tim rimette la figlia a letto, dubitando che Ted verrà, ma Tina lascia un falso messaggio vocale per lo zio attirandolo a casa dei Templeton.
La mattina dopo arriva Ted: Tim, che già non ama che il fratello pensi di risolvere tutto con il denaro, nondimeno cerca di spiegargli che Tina è un Boss Baby. Tina conferma e passa a padre e zio i ciucci magici per visitare la BabyCorp, vedendo là che scuole come quelle che Tabitha frequenta, che impongono ai bambini uno studio avanzato, sono sorte in giro per il mondo in pochi anni. Con una formula nuova di superlatte fa tornare poi bambini i fratelli Templeton per 48 ore: scopo di Tina è farli entrare a scuola di Tabitha per scoprire cosa sta pianificando il dottor Erwin Armstrong, fondatore e preside della scuola alle spalle dei genitori, e impone ai due di collaborare. Senza farsi vedere, Tim dice a Carol che lui e Ted partiranno per un viaggio di pochi giorni per ricuperare il loro rapporto e si nascondono in casa Templeton.
Il giorno dopo, mentre il piccolo Ted viene messo con altri lattanti, Tim, ora a scuola e con l'aspetto del suo vecchio io, segue Tabitha nella sua classe, nella quale vede che effettivamente i bambini sono messi a studiare intensamente, e va invero fiero dell'impegno di Tabitha. Ted raduna i bambini per aiutarlo a uscire dalla stanza dei giochi in modo che possa andare nell'ufficio di Armstrong per indagare. Tim cerca invece di essere mandato nell'ufficio del preside interrompendo la lezione, ma viene invece messo nella "scatola" (equivalente di un "angolo" in cui confinare i ragazzini molesti e difficili). Ted scopre che Armstrong stesso è un bambino, scappato di casa dopo aver realizzato che era più intelligente dei suoi genitori: il preside ora fa soldi creando app per telefoni popolari, e il suo piano è sbarazzarsi di tutti i genitori nel B-Day, in modo che non possano più dire ai loro figli cosa fare.
A fine giornata, Tim finge di esser un bambino trascurato per ottenere da Carol il permesso di passare a casa Templeton, e ne approfitta sia per sapere dai genitori Janice e Ted quanto Ted lo ammirava, sia per vedere che Tabitha, che deve cantare un assolo a una recita scolastica, è molto agitata e stonata, riuscendo ad aiutarla. Non riuscendo a contattare la BabyCorp e vedendo che i fratelli si stanno di nuovo allontanando, Tina decide che lei, il padre e lo zio dovranno risolvere tutto da soli.
Giunge la sera della recita scolastica natalizia e Tabitha è ancora impaurita, nonché timorosa che il padre non arriverà per sentirla cantare. I fratelli e Tina progettano di smascherare Armstrong, ma apprendono che il B-Day avverrà quella sera stessa: Armstrong intende lanciare una nuova app, QT-Snap, che ipnotizzerà i genitori trasformandoli in zombie senza cervello. Sia Tim che Ted vengono catturati dai bambini ninja di Armstrong e messi nel cubicolo di punizione dell'aula, che comincia lentamente a riempirsi d'acqua. Tabitha canta il suo assolo, ma quando vede che Tim non si è presentato come aveva promesso, scappa dal palco piangendo; Tina la consola, rivelandole la sua identità e la sua missione, e Tabitha accetta di aiutarla accedendo al server, per chiudere QT-Snap prima che possa essere diffusa in tutto il mondo. Ted riesce poi a chiamare Precious, il pony di Tabitha, nella scuola, per farsi liberare dal cubicolo.
Tim e Ted raggiungono per primi il server, ma vengono fermati da Armstrong, che chiama i genitori zombie in aiuto. L'effetto del superlatte cessa gradualmente, e mentre i fratelli trattengono i genitori zombie Tina e Tabitha si occupano del server: Tabitha riesce a entrare e aprire la schermata di spegnimento, ma Armstrong distrugge la tastiera. Le sorelle allora innescano un vulcano di caramelle usando Mentos e soda, distruggendo i server e riportando tutti i genitori alla normalità. Tina poi rivela che non ha mai lasciato la BabyCorp e che riportare insieme Tim e Ted era la sua vera missione. L'intera famiglia Templeton si riunisce per celebrare il Natale, mentre Armstrong, commosso dalla vicenda, torna dalla sua famiglia.

## Distribuzione
Il film è stato distribuito nelle sale cinematografiche statunitensi a partire dal 2 luglio 2021 ed in contemporanea su Peacock, mentre in Italia dal 7 ottobre dello stesso anno.
In questa pellicola Paolo Lombardi che nel primo film dava la voce al maghetto è stato sostituito da Paolo Buglioni.

## Critica
Sul sito web aggregatore di recensioni Rotten Tomatoes, il film detiene un indice di approvazione del 46% basato su 102 recensioni, con una valutazione media di 5,30/10. Su Metacritic, il film ha un punteggio medio ponderato di 39 su 100, basato su 20 critici, che indica come "recensioni generalmente sfavorevoli".